# Schizopera baltica
Schizopera baltica är en kräftdjursart som beskrevs av Lang 1965. Schizopera baltica ingår i släktet Schizopera och familjen Diosaccidae. Inga underarter finns listade i Catalogue of Life.